# IM-1
IM-1 – komercyjna misja księżycowa, która została wysłana na Księżyc w ramach programu Commercial Lunar Payload Services, gdzie NASA w konkursie wybiera podmioty, które wykonają usługę dostarczenia na powierzchnię Księżyca ładunków naukowych i technologicznych.

## Przebieg misji
15 lutego 2024 r. rakieta Falcon 9 wystrzeliła z przylądka Canaveral w kierunku Księżyca drugi prywatny amerykański lądownik księżycowy Nova-C.
Lądowanie na Księżycu poprzedzi zejście na niższą orbitę i około godzinę później uruchomienie silnika w celu zejścia z orbity i rozpoczęcia procedury zniżania i lądowania.
Lądownik wylądował 22 lutego o godzinie 23:23, niestety w ostatniej fazie opadania lądownik przewrócił się i leży na boku.

## Konstrukcja

### Lądownik
Lądownik Nova-C nazwany dla tej misji „Odysseus” ma zamontowane 6 instrumentów naukowych od NASA oraz sprzęt od innych komercyjnych podmiotów. Struktura lądownika ma kształt prostopadłościanu o podstawie sześciokąta o wysokości 4 m i średnicy 1,6 m. Lądownik z paliwem waży 1908 kg i jest w stanie dostarczyć na powierzchnię Księżyca do 100 kg ładunku.
Wśród technologii transportowanych przez lądownik znajdują się, m.in.:
- ROLSES (Radio Obeservations of the Lunarsurface Photoelectron Sheath) - urządzenie o masie 13,1 kg, które ma na celu m.in. przeprowadzenie pomiarów radiowych środowiska księżycowego;
- SCALPSS (Stereo Cameras for Lunar Plume-Surface Studies) - urządzenie o masie do 6 kg, którego zadaniem będzie pozyskanie video i obrazów podczas interakcji lądownika i powierzchni naturalnego satelity Ziemi. Wyniki mają zostać wykorzystane przy opracowywaniu kolejnych pojazdów księżycowych i marsjańskich[2];
- LRA (Laser Retroreflector Array) - Osiem retroreflektorów rozmieszczonych na kulistym segmencie, za pomocą których można określić dokładną pozycję lądownika na podstawie orbity Księżyca.

Z uwagi na komercyjny lot, firma odzieżowa Columbia wysłała specjalny materiał ochrony termicznej Omni-Heat Infinity, który chronił będzie panel, za którym znajdują się zbiorniki paliwowe. Prywatna uczelnia Embry–Riddle Aeronautical University zbudowała kamerę EagleEye, która miała zostać wyrzucona z lądownika i sfilmować jego lądowanie. Na Księżyc poleciał też prekursor przyszłego planowanego obserwatorium astronomicznego. Zestaw optyczny ILO-X będzie miał zadanie wykonać zdjęcia centrum Drogi Mlecznej. Na Nova-C znalazło się też miejsce dla zestawu rzeźb ze stali nierdzewnej, repozytorium wiedzy ludzkości, a nawet małe centrum danych do przesłania z Ziemi.